# Ergo Österreich
Die ERGO Versicherung AG ist ein Unternehmen im Versicherungswesen mit Hauptsitz in Wien und verfügt in Österreich über 31 Standorte, verteilt in den Bundesländern Wien, Niederösterreich, Oberösterreich, Steiermark, Tirol, Salzburg und Kärnten. 

## Geschichte
Die ERGO Versicherung AG in Österreich wurde 2007 in Wien gegründet. 2008 baute die international tätige ERGO Versicherungsgruppe AG mit der Übernahme der Anteilsmehrheit an der Bank Austria Creditanstalt Versicherung ihre Marktposition in Österreich weiter aus.
2011 übernahm ERGO die Minderheitsbeteiligung der Volksbanken an der Victoria-Volksbanken Versicherung. Im Jahr 2012 wurde die Victoria-Volksbanken Versicherung im Zuge des Rebrandings in ERGO Versicherung AG umbenannt. Die ERGO Deutschland gründete eine Niederlassung in Österreich für die Betreuung des Industrieversicherungsgeschäfts. Im Jahr 2013 wurde die Bank Austria Creditanstalt Versicherung AG in die ERGO Versicherung AG fusioniert. 2014 folgte die Verschmelzung der ERGO Direkt Lebensversicherung AG in die ERGO Versicherung AG. Im Jahr 2015 wurden die Beteiligungen an der Victoria-Volksbanken Pensionskassen AG sowie an der Victoria-Volksbanken Vorsorgekasse AG verkauft. 2017 verkaufte die UniCredit Bank Austria ihre bis dahin noch gehaltenen Minderheitsanteile an der ERGO Versicherung AG an die ERGO International AG. 2018 fiel der Startschuss für die Kooperation mit MediaMarkt Österreich. 2019 übernahm ERGO die ERGO Vorsorgemanagement GmbH. 
2020 wurde die Kooperation mit MediaMarkt Österreich ausgeweitet und die Kooperationsvereinbarung mit den Volksbanken verlängert. Im gleichen Jahr erhielt ERGO die Konzession für die Krankenversicherung in Österreich, woraufhin 2021 der erfolgreiche Einstieg in die Krankenversicherung gelang. Ende August 2022 übernahm ERGO Österreich die Eigentumsanteile an der D.A.S. Rechtsschutz AG von ERGO Group Deutschland. Rückwirkend mit 1. Januar 2023 wurde die D.A.S. Rechtsschutz AG in ERGO Österreich integriert. Die bekannte und imagestarke Produktmarke D.A.S. Rechtsschutz bleibt weiterhin am österreichischen Markt unter dem Dach von ERGO erhalten.

## Konzernstruktur
Die Holdinggesellschaft ERGO Austria International AG und die operativ tätige ERGO Versicherung AG gehören zur international tätigen ERGO International AG und damit zur ERGO Group AG mit Sitz in Düsseldorf. Die international tätige ERGO Group AG ist der Mutterkonzern der ERGO Versicherung AG in Düsseldorf und der ERGO Versicherung AG in Deutschland. Seit 2019 ist Philipp Wassenberg Vorstandsvorsitzender des Unternehmens.

## Produkte
Über die ERGO Versicherung AG in Österreich werden folgende Produkte angeboten: Kfz-Versicherung, Haushaltsversicherung, Eigenheimversicherung, Zahnersatzversicherung, Unfallversicherung, Lebensversicherung, Rechtsschutzversicherung, Reiseversicherung. Darüber hinaus bietet das Unternehmen spezielle Business Lösungen, wie etwa Abfertigungsversicherung, Gewerbeversicherung, Wohngebäudeversicherung, Fuhrparkversicherung, Photovoltaikversicherung und Firmenrechtsschutzversicherung an.

## Organisation

### Vorstand
Der Vorstand der ERGO Versicherung Aktiengesellschaft besteht aus den folgenden Personen (Stand: 12. Dezember 2023): 
- Philipp Wassenberg (Vorstandsvorsitzender)
- Christian Noisternig
- Sabine Stöger
- Christoph Thiel
- Ulrike Timmer

### Aufsichtsrat
Der Aufsichtsrat der ERGO Versicherung Aktiengesellschaft besteht aus vier Personen (Stand: 12. Dezember 2023):  
- Edward Ler (Vorsitzender)
- Thorsten Wessel (stellvertretender Vorsitzender)
- Anton Pauschenwein
- Andreas Zweimüller

ERGO Österreich ist Mitglied im Verband der Versicherungsunternehmen Österreichs (VVÖ).

## Beteiligungen

### Aktie und wesentliche Anteilseigner
ERGO Versicherung gehört zu Munich Re, einer weltweit führenden deutschen Rückversicherungsgesellschaft. Mit gebuchten Bruttobeiträgen von 20,1 Mrd. Euro generierte ERGO Group im Geschäftsjahr 2022 rund ein Drittel der gebuchten Bruttobeiträge der Gruppe Munich Re und verwaltet Kapitalanlagen von 125,7 Mrd. Euro.

### Partner
Kooperationspartner von ERGO Österreich sind unter anderem Österreichische Volksbanken, Bank Austria, Marchfelder Bank, UBIMET und Carglass.

## Auszeichnungen
- 2024: OEGVS Branchenmonitor 2024 – 1. Platz – "Kundenzufriedenheit" in der Rechtsschutzversicherung[22]
- 2024: OEGVS Branchenmonitor 2024 – Top "Preis-Leistungs-Verhältnis" in der Kfz-Versicherung[23]
- 2023: Service Value 2023 – 1. Platz "Service-Champion 2023"[24]

## Sonstiges
Als Teil der Unternehmensstrategie beteiligt sich das Unternehmen an Projekten in den Bereichen Umwelt, Bildung, Soziales und Kultur. Darüber hinaus veröffentlicht das Unternehmen im Rahmen der Offenlegungsverordnung (SFDR) Informationen über die Berücksichtigung von Nachhaltigkeitsrisiken, den Umgang mit nachteiligen Nachhaltigkeitsauswirkungen und die Förderung von Umwelt- oder Sozialmerkmalen sowie nachhaltigen Investitionszielen.